# Caponia spiralifera
Caponia spiralifera  (лат.) — вид мелких пауков рода Caponia из семейства Caponiidae. Южная Африка: ЮАР.

## Описание
Длина самцов от 7 до 9 мм (самки крупнее — до 12,25 мм), один из крупнейших видов своего рода. Головогрудь по длине короче длины бедра, голени и лапки первой пары ног. Основная окраска оранжевая (стернум жёлтый с оранжевой срединной частью; брюшко бледновато-жёлтое с чёрным узором в вентральной задней части). На головогруди развиты все 8 глаз. Имеют только две пары трахей. Ночные охотники, в дневное время прячутся в паутинных убежищах. Близок к виду Caponia karrooica Purcell, 1904, но отличается структурой гениталий и окраской брюшка (оно с чёрным узором в нижней части).
Вид Caponia spiralifera был впервые описан в 1904 году южноафриканским арахнологом Уильямом Фредериком Пурселлом (William Frederick Purcell, 1866—1919, South African Museum, Кейптаун), основателем аранеологии в ЮАР. Таксон Caponia spiralifera включён в состав рода Caponia Simon, 1887 (вместе с Caponia abyssinica, Caponia braunsi, Caponia chelifera, Caponia simoni, Caponia capensis, Caponia hastifera, Caponia natalensis (O. Pickard-Cambridge, 1874), Caponia secunda Pocock, 1900, и другими).